# Il canto dello scorpione
Il canto dello scorpione è il terzo album del cantautore italiano Roberto Soffici, pubblicato nel 1978 dall'etichetta discografica Fonit Cetra.

## Tracce

### Lato A
1. Tanto donna (Albertelli, Soffici)
2. La buona terra (Soffici)
3. Le rondini (Albertelli, Soffici)
4. Uccello di rovo (Albertelli, Soffici)
5. Domani (Albertelli, Colonnello)

### Lato B
1. Coraggio (Albertelli, Soffici)
2. Anna bella (Albertelli, Soffici)
3. Il canto dello scorpione (Albertelli, Soffici)
4. Se non ci fossi tu (Albertelli, Soffici)
5. Dedicato a Michela (Soffici)

## Formazione
- Roberto Soffici – voce, cori, chitarra acustica, sintetizzatore
- Luciano Ciccaglioni – chitarra elettrica, mandolino
- Piero Ricci – basso
- Massimo Buzzi – batteria
- Alessandro Centofanti – sintetizzatore
- Gigi Cappellotto – basso
- Andy Surdi – batteria, percussioni
- Ruggero Cini – sintetizzatore
- Claudio Persi Paoli – pianoforte, Fender Rhodes
- Ernesto Massimo Verardi – chitarra elettrica
- Oscar Rocchi – pianoforte, Fender Rhodes
- Damiano Dattoli – basso
- Sergio Farina – chitarra
- Tullio De Piscopo – batteria
- Aldo Banfi – sintetizzatore
- Massimo Luca – chitarra acustica, chitarra elettrica
- Mario Rusca – pianoforte, Fender Rhodes
- Claudio Bazzari – chitarra acustica, chitarra elettrica
- Flavia Baldassari, Rossana Casale, Linda Jaconelli, Naimy Hackett – cori